# Ромишевский, Владислав Феликсович
Владислав Феликсович Ромишевский (1819—1907) — генерал от инфантерии русской императорской армии.

## Биография
Происходил из польского дворянского рода Ромишевских герба Елита. Родился 6 июля 1819 года[по какому календарю?] в Подольской губернии в семье статского советника; мать — Гонората, урождённая Кожуховская. Имел двух братьев, Александра (полковника) и Люцияна (помещика Подольской губернии).
В 1837 году был выпущен из Дворянского полка, а в 1842 году поручиком окончил Императорскую военную академию. Капитан с 1850, подполковник с 1854, полковник с 1858, генерал-майор с 1863, генерал-лейтенант с 1871, генерал от инфантерии с 1886 года.
Начальник штаба 6-й пехотной дивизии (05.04.1858 — 16.10.1863), помощник начальника 6-й пехотной дивизии (16.10.1863 — 12.09.1870), начальник 2-й стр. бригады (12.09.1870 — 14.07.1872), начальник 4-й пехотной дивизии (14.07.1872 — 04.11.1883). Член Александровского комитета о раненых (1883—1905).
Был женат на грузинке Анне Джакели. Их дети: Модест (генерал), Евгений, Владимир (полковник), Феликс, Вильгельм, Мария и Елена.